# Gerardo Amaral
Gerardo Amaral (Treinta y Tres, 26 de agosto de 1953) es un médico y político uruguayo perteneciente al Frente Amplio. Fue intendente de Treinta y Tres entre el 2005 y el 2010.  

## Biografía

### Actividad profesional
Amaral egresó de la Facultad de Medicina de la Universidad de la República, en el año 1981. En 1985 se gradúa en la especialización de Medicina Interna.
Ha sido miembro titular de la Sociedad Uruguaya de Medicina Interna, de la Sociedad Uruguaya de Diabetología, de la Sociedad Uruguaya de Aterosclerosis (de la cual fue Vicepresidente en el 2002), de la Sociedad Latinoamericana de Aterosclerosis y de la Asociación Latinoamericana de Diabetes. El 24 de octubre de 2000, fue nominado como Miembro de Honor de la Sociedad Cubana de Ateroesclerosis, en La Habana.

### Actividad política
Amaral se adhiere al Frente Amplio en 1976, a través del Partido Socialista del Uruguay, sector del cual integra su Comité Central desde el 2005.
En las elecciones internas del 2004 su partido lo eligió como candidato único de su partido a la Intendencia del departamento. En marzo de 2005, el entonces Presidente Tabaré Vázquez lo designó como Director de Salud de Treinta y Tres.
En mayo de 2005 se celebran las elecciones municipales y resulta elegido Intendente, siendo el primer gobernante de izquierda en el departamento, por lo tanto debe renunciar al cargo de Director de Salud de Treinta y Tres. 
Como Intendente representó al Congreso de Intendentes en la Unión Iberoamericana de Municipalistas, realizada en Granada en 2008.
Integró la Unión Iberoamericana de Municipalistas, siendo su Presidente en el año 2009.
Renunció a su cargo a comienzos del 2010 para postularse a la reelección al cargo en las elecciones de 2010. 

## Obras publicadas
- Amaral, Gerardo. Fallo multiorgánico de origen lúpico.
- Amaral, Gerardo. Desarrollo de la Medicina Intensiva en el Interior del país.
- Amaral, Gerardo. Detección precoz e intervención oportuna sobre factores de riesgo cardiovascular.